# Округ Филмор (Небраска)
Округ Филмор (енгл. Fillmore County) је округ у америчкој савезној држави Небраска.

## Демографија
По попису из 2010. године број становника је 5.890, што је 744 (-11,2%) становника мање него 2000. године.
| Група             | 2000.         | 2010.         |
| Белци             | 6.442 (97,1%) | 5.619 (95,4%) |
| Афроамериканци    | 14 (0,2%)     | 36 (0,6%)     |
| Азијати           | 4 (0,1%)      | 9 (0,2%)      |
| Хиспаноамериканци | 110 (1,7%)    | 178 (3,0%)    |
| Укупно            | 6.634         | 5.890         |